# Правителство на Северна Македония (11)
Единадесетото правителство на Република Македония е правителство, дошло на власт след кризата в Република Македония, която води до преждевремнни избори, проведени на 11 декември 2016 г. Лидерът на СДСМ Зоран Заев получава мандат за съставяне на правителство от президента Георге Иванов като представител на най-голямата партия от парламентарното мнозинство. На 31 май 2017 г. събранието на Република Македония гласува правителството с 62 гласа „за“ 44 „против“ и 5 „въздържали се“. Освен СДСМ в правителството участват албанските партии ДСИ с шест министри и АА с двама министри. Партия ВМРО-ДПМНЕ след 11 години на власт минава в опозиция.

## Състав
Съставът на кабинета включва:
| министерство                                                                                                   | име | име                 | партия     |
| --- | --- | ------------------- | ---------- |
| министър-председател                                                                                           |     | Зоран Заев          | СДСМ       |
| заместник министър-председател, отговарящ за изпълнението на Охридския рамков договор                          |     | Хазби Лика          | ДСИ        |
| заместник министър-председател, отговарящ за икономическите въпроси                                            |     | Кочо Ангюшев        | безпартиен |
| заместник министър-председател, отговарящ за европейските въпроси                                              |     | Буяр Османи         | ДСИ        |
| вътрешни работи                                                                                                |     | Оливер Спасовски    | СДСМ       |
| външни работи                                                                                                  |     | Никола Димитров     | безпартиен |
| финанси |     | Драган Тевдовски    | СДСМ       |
| образование и наука                                                                                            |     | Рената Дескоска     | СДСМ       |
| правосъдие |     | Билен Салиу         | ДСИ        |
| отбрана |     | Радмила Шекеринска  | СДСМ       |
| икономика |     | Крешник Бектеши     | ДСИ        |
| труд и социална политика                                                                                       |     | Мила Царовска       | СДСМ       |
| земеделие, гори и водно стопанство                                                                             |     | Люпчо Николовски    | СДСМ       |
| околна среда и пространствено планиране                                                                        |     | Садула Дураку       | ДСИ        |
| транспорт и връзки                                                                                             |     | Горан Сугарески     | СДСМ       |
| здравеопазване                                                                                                 |     | Арбен Таравари      | АА         |
| култура |     | Роберт Алагьозовски | СДСМ       |
| местно самоуправление                                                                                          |     | Сухейл Фазлиу       | АА         |
| информационно общество и администрация                                                                         |     | Дамян Манчевски     | СДСМ       |
| без ресор, отговарящ за диаспората                                                                             |     | Едмонд Адеми        | СДСМ       |
| без ресор, отговарящ за комуникациите, отчетността и прозрачността                                             |     | Роберт Поповски     | СДСМ       |
| без ресор, отговарящ за чуждестранните инвестиции                                                              |     | Зорица Апостолоска  | НСДП       |
| без ресор, отговарящ за регламента за подобряване на инвестиционния климат за местни предприятия               |     | Зоран Шапурич       | ЛДП        |
| без ресор, отговарящ за прилагане на Стратегията за подобряване на състоянието на ромите в Република Македония |     | Самка Ибраимовски   | ПЦЕР       |
| без ресор, отговарящ за чуждестранните инвестиции                                                              |     | Аднан Кахил         | ПДТ        |
| без ресор, отговарящ за чуждестранните инвестиции                                                              |     | Рамиз Мерко         | ДСИ        |

## Промени от 25 декември 2017
- Мястото на Самка Ибраимовски като министър без ресор, отговарящ за прилагане на Стратегията за подобряване на състоянието на ромите в Република Македония, заема Аксел Ахмедовски.[4]
- На мястото на станалия кмет на Гостивар министър на здравеопазването Арбен Таравари застава Венко Филипче.[5]

## Промени от 4 юни 2018
- Министърката на образованието и науката Рената Дескоска става министър на правосъдието на мястото на Билен Салиу, който е освободен от поста.
- На мястото на Ренета Дескоска за министър на образованието и науката е избран досегашния заместник-министър на образованието и науката Арбер Адеми[6].
- За министър без ресор, отговарящ за чуждестранните инвестиции е избран Бардул Даути на мястото на Рамиз Мерко, който става кмет на Струга.
- На мястото на министъра на културата Роберт Алагьозовски идва Асаф Адеми.

## Промени от 26 декември 2018
- Аксел Ахмедовски е освободен от поста министър без ресор, отговарящ за прилагане на Стратегията за подобряване на състоянието на ромите в Република Македония, а на негово място застава Музафер Байрам[7].
- Аднан Кахил е освободен от поста министър без ресор, отговарящ за чуждестранните инвестиции, а на негово място е назначен Елвин Хасан.

## Промени от 26 юни 2019
- За заместник вицепремиер и министър на политическата система и отношенията между общностите (новосъздаден пост и министерство) Садула Дураку.
- На мястото на Садула Дураку за министър на околната среда и пространственото планиране е назначен Насер Нуредини.
- Министърката на отбраната Радмила Шекеринска е избрана и за заместник вицепремиер.
- Министърът на вътрешните работи Оливер Спасовски е избран и за заместник вицепремиер.
- Министърът на финансите Драган Тевдовски е освободен, а на негово място застава временно Зоран Заев.
- На мястото на Люпчо Николовски за министър на земеделието е избран Траян Димковски.
- На мястото на Сухейл Фазлиу за министър на местното самоуправление е назначен Горан Милевски.
- На мястото на Асаф Адеми за министър на културата е назначен Хусни Исмаили.

## Промени от 31 август 2019
- За министърът на финансите е избрана Нина Ангеловска.
- За министър без ресор, отговарящ за вътрешните инвестиции, е избран Хисен Джемаили.
- За заместник-министри са избрани Кирил Колемишевски – на икономиката, Елизабета Наумовска – на образованието и науката, и Неджад Мехмедович – на политическата система и отношенията между общностите.[8][9]